# SMS Lübeck
Pour les articles homonymes, voir Lübeck (homonymie).
Le SMS Lübeck est un croiseur léger de la marine allemande qui servit durant la Première Guerre mondiale. Après la guerre, le navire fut attribué à la Royal Navy en tant que prise de guerre et a plus tard été désarmé.